# Liste der Nummer-eins-Hits in den Hot 100 Airplay (2001)
Diese Liste enthält alle Nummer-eins-Hits in den Hot 100 Airplay Charts im Jahr 2001. Es handelt sich hierbei um die Charts mit den von den Radiostationen in den USA am häufigsten gespielten Musiktiteln, die vom US-amerikanischen Magazin Billboard veröffentlicht wurden. In diesem Jahr gab es 14 Spitzenreiter.
| Singles |
| --- |
| - Destiny’s Child – Independent Women Part I - 9 Wochen (18. November 2000 – 19. Januar 2001) - Shaggy feat. Ricardo „RikRok“ Ducent – It Wasn’t Me - 5 Wochen (20. Januar – 23. Februar) - Jennifer Lopez – Love Don’t Cost a Thing - 2 Wochen (24. Februar – 9. März) - Shaggy feat. Rayvon – Angel - 3 Wochen (10. März – 30. März) - Crazy Town – Butterfly - 2 Wochen (31. März – 13. April) - Destiny’s Child – Survivor - 5 Wochen (14. April – 18. Mai) - Janet Jackson – All for You - 2 Wochen (19. Mai – 1. Juni) - Christina Aguilera feat. Pink, Mýa & Lil’ Kim – Lady Marmalade - 6 Wochen (2. Juni – 13. Juli) - Lifehouse – Hanging by a Moment - 1 Woche (14. Juli – 20. Juli) - Eve feat. Gwen Stefani – Let Me Blow Ya Mind - 4 Wochen (21. Juli – 17. August) - Alicia Keys – Fallin’ - 3 Wochen (18. August – 7. September, insgesamt 6 Wochen) - Jennifer Lopez feat. Ja Rule – I’m Real - 3 Wochen (8. September – 28. September, insgesamt 6 Wochen) - Alicia Keys – Fallin’ - 3 Wochen (29. September – 19. Oktober, insgesamt 6 Wochen) - Jennifer Lopez feat. Ja Rule – I’m Real - 3 Wochen (20. Oktober – 9. November, insgesamt 6 Wochen) - Mary J. Blige – Family Affair - 5 Wochen (10. November – 14. Dezember) - Usher – U Got It Bad - 10 Wochen (15. Dezember 2001 – 22. Februar 2002) |